# Loukovice
Loukovice (deutsch Laukowitz, älter Laukwitz) ist eine Gemeinde in Tschechien. Sie liegt 16 Kilometer südwestlich von Třebíč im Jarmeritzer Becken (Jaroměřická kotlina) und gehört zum Okres Třebíč.

## Geographie
Loukovice befindet sich in der Talmulde des Loukovický potok. Südlich erhebt sich der Tašky (582 m) und im Norden die Kocapila (Kozabiriberg, 536 m). Im Westen liegt der Teich Bolíkovický rybník.
Nachbarorte sind Sádek und Červený Mlýn im Norden, Kojetice im Nordosten, Horní Újezd und Újezdský Mlýn im Osten, Šebkovice im Südosten, Nové Dvory und Horní Lažany im Süden, Babice im Südwesten, Bolíkovice und Bolíkovický Mlýn im Westen sowie Čáslavice im Nordwesten.

## Geschichte
Die erste urkundliche Erwähnung von Loukovice erfolgte im Jahre 1349. Besitzer war zu dieser Zeit Vilém von Babice, der den Kreuzherren mit dem Roten Stern die Hälfte der Dörfer Babice, Martinice, Loukovice und einen Teil von Vesce sowie das halbe Kirchpatronat überließ. Nach dieser Stiftung nahm er seinen Sitz auf Bolíkovice und nannte sich Vilém von Bolíkovice. 1387 verkaufte er seine Herrschaft an Jaroslav von Sternberg und 1437 erwarben sie die Herren von Bolíkovice zurück, die sich dann wieder von Babice nannten. 1495 erfolgte der Verkauf an die Herren von Bačkovice und ab 1610 wurden die Hrubčický von Čechtín Besitzer, die die Herrschaft Babice an Lesonice anschlossen. Durch Loukovice führte der Haberner Steig, eine wichtige Handelsverbindung von Prag nach Mähren. Gepfarrt war Loukovice zur Kirche der hl. Dreifaltigkeit in Babice.
Nach der Ablösung der Patrimonialherrschaft bildete Loukovice, das zuletzt der Herrschaft Sádek untertänig war, ab 1850 einen Ortsteil der Gemeinde Čáslavice im Bezirk Třebíč. 1885 entstand die politische Gemeinde Loukovice. Im Jahre 1900 erfolgte ein Einweihung einer eigenen Schule, bis dahin waren die Kinder nach Čáslavice eingeschult. Zu dieser Zeit lebten in den 43 Häusern des Dorfes 237 Menschen. 1921 hatte Loukovice 222 Einwohner. 1948 wurde der Steinbruch auf der Kocapila wieder aufgenommen. Im selben Jahre erfolgte die Ernennung von Klement Gottwald zum Ehrenbürger von Loukovice.

## Sehenswürdigkeiten
- Kapelle, der am östlichen Ortsrand am höchsten Punkt des Dorfes errichtete Bau dominiert das Ortsbild
- Hl. Drei Kreuze, geweiht am 10. Juni 1935. Sie befinden sich am Dorfplatz, und an den Straßen nach Šebkovice und Bolíkovice

## Gemeindegliederung
Für die Gemeinde Loukovice sind keine Ortsteile ausgewiesen.